# Rogelio Durán
Rogelio Durán (Badajoz, 10 de noviembre de 1953 - Gustavsberg, Suecia, 4 de noviembre de 2006) fue un actor español de origen gitano, más conocido por sus nombres artísticos, Rogelio Dabargos y Rogelio de Badajoz.
Es el padre de la actriz sueca Noomi Rapace que se hizo famosa al interpretar el papel de Lisbeth Salander en las películas de la serie «Trilogía Millennium», basadas en las novelas homónimas del escritor Stieg Larsson.
Rogelio Durán se interesó desde joven por la música y el teatro. Con 18 años se trasladó de Badajoz a Madrid donde se casó con Silvia Vivó, hija del actor español José Vivó, aunque esta unión fue de corta duración. Más tarde viajó por diversos países de Europa integrado en espectáculos flamencos y se estableció en Suecia donde fue profesor de voz e interpretación en el Centro de Arte Dramático de Estocolmo y formó un grupo flamenco propio con el que realizó giras por varios países de Sudamérica.
Realizó grabaciones de flamenco fusión junto a artistas suecos como Erik Steen y fue uno de los intérpretes que participó en el disco Navidad Flamenca en Dinamarca editado en el año 2004 por Cope Records. También trabajó como actor en varias producciones, como las películas Babas bilar (2006) y Komplett galen (2005).